# Ascomorpha ovalis
Ascomorpha ovalis är en hjuldjursart som först beskrevs av Bergendal 1892.  Ascomorpha ovalis ingår i släktet Ascomorpha och familjen Gastropodidae. Arten är reproducerande i Sverige. Inga underarter finns listade i Catalogue of Life.